# Jörg Junhold

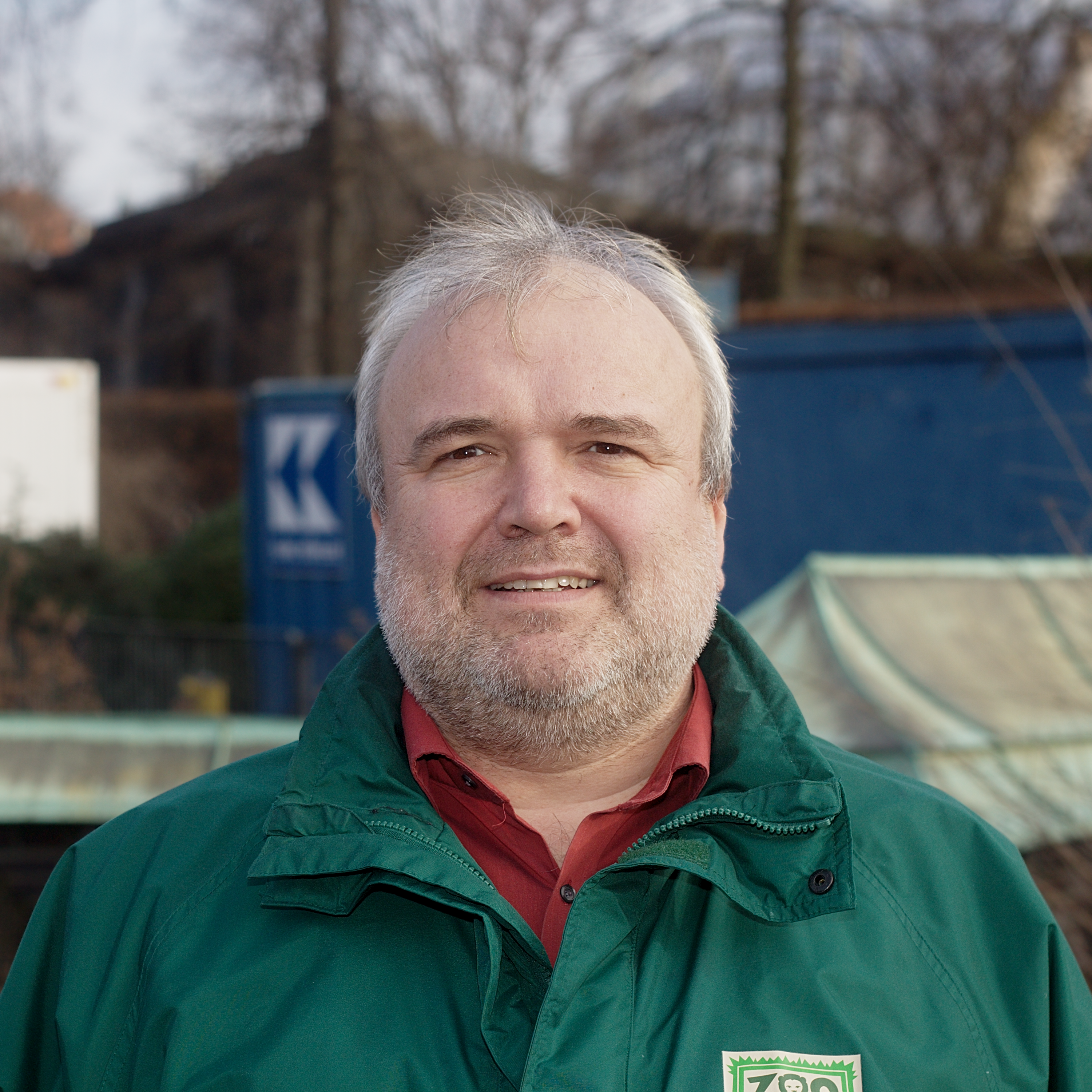
Jörg Junhold (2011)

Jörg Junhold (* 26. März 1964 in Ortrand) ist ein deutscher Tierarzt und seit 1997 Direktor des Leipziger Zoos. Von 2019 bis 2025 war er Präsident des Verbandes der Zoologischen Gärten (VDZ).

## Leben und Wirken

### Werdegang

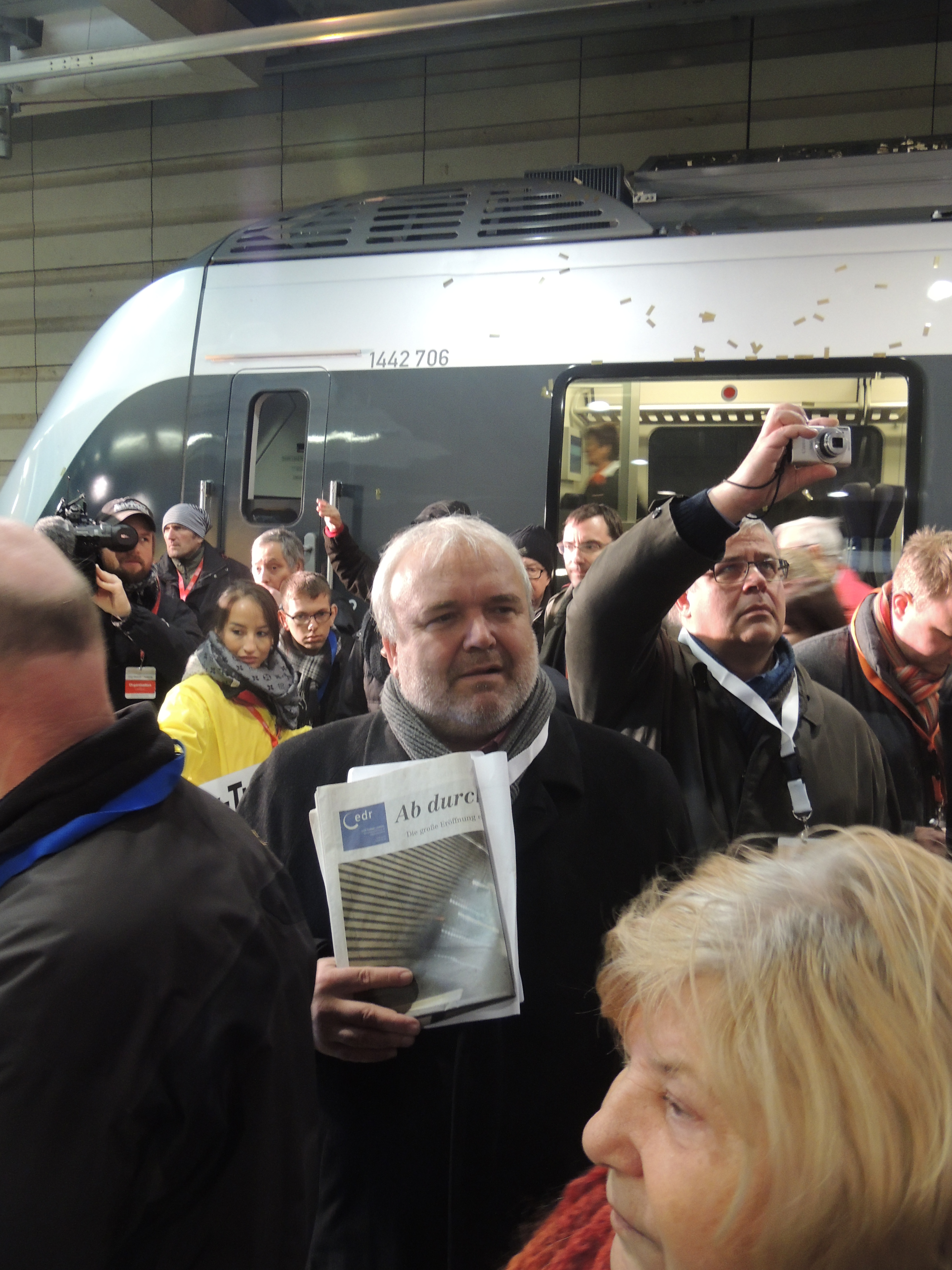
Jörg Junhold bei der Eröffnung des Citytunnels Leipzig (2013)

Junhold ist der Sohn eines Tierarztes. Er legte im Rahmen einer Berufsausbildung mit Abitur zum Baufacharbeiter in Riesa 1983 die Hochschulreife ab und absolvierte von 1983 bis 1985 den Wehrdienst in der NVA in Halle. Anschließend studierte er von 1985 bis 1990 Veterinärmedizin an der Universität Leipzig. Ab 1990 absolvierte er an der Chirurgischen Tierklinik der Universität Leipzig ein Forschungsstudium und wurde 1994 zum Dr. med. vet. promoviert. Neben seinem Forschungsstudium begann er im Herbst 1992 als wissenschaftlicher Mitarbeiter im Marketing-Management bei der Effem GmbH, einem Hersteller für Tiernahrung, zu arbeiten, wo er bis 1997 beschäftigt war.
Im Jahr 1997 wurde Junhold aus über 50 Bewerbern als Erster Betriebsleiter des Leipziger Zoos ausgewählt. Seinen Dienst trat er am 1. November 1997 an und wurde im selben Jahr zum Geschäftsführer der Zoo Leipzig GmbH ernannt. Der Aufsichtsrat des Zoos verlängerte im April 2024 seinen Vertrag bis 2031, womit sich die Laufzeit bis zum Eintritt in das Rentenalter erstreckt.
Junhold hat die strategische Neuausrichtung des Zoos auf den Weg gebracht und das Konzept für den Zoo der Zukunft entwickelt. Unter seiner Leitung stiegen die Besucherzahlen des Leipziger Zoos. Als er 1997 begann, hatte der Zoo 678.000 Besucher im Jahr, 2008 waren es bereits 1,67 Millionen. Damit steht der Zoo im bundesweiten Vergleich an vierter Stelle.
Im Jahr 2013 wurde Junhold Honorarprofessor an der Veterinärmedizinischen Fakultät der Universität Leipzig.
2012/2013 war Junhold Präsident des Weltzooverbandes WAZA, 2019 bis 2025 Präsident des Verbandes der Zoologischen Gärten.
Seit 2018 ist er Vorstandsvorsitzender der Stiftung Artenschutz.

### Engagement
Junhold engagiert sich in verschiedenen Gremien, darunter die Kulturstiftung Leipzig, die Leipzigstiftung, die Gesellschaft Deutscher Naturforscher und Ärzte, die Karl-Max-Schneider-Stiftung in Lichtenstein und der Lions Club Leipzig-Saxonia.

### Familie
Jörg Junhold ist verheiratet und hat eine Tochter und einen Sohn.

## Ehrungen (Auswahl)
- 2001: Medienpreis Osgar für den Bau der Löwensavanne und der weltweit größten Menschenaffenanlage Pongoland
- 2010: Leipziger Lerche[7]
- 2016: Sächsische Tierschutz-Medaille für sein Engagement bei der Unterbringung von Zootieren in naturnahen Lebensräumen[8]
- 2019: Sächsischer Verdienstorden[9]
- 2020: Heini-Hediger-Award der World Association of Zoos and Aquariums[10]

## Zitate
„Nach wenigen Monaten … ließ er die letzten beiden Braunbären töten …, da sie weder artgerecht gehalten noch verkauft werden konnten. Der ‚Bärenmord von Leipzig‘ bestimmte 1998 den OB-Wahlkampf, in der Nikolaikirche wurde für die Petze gebetet, eine Bürgerinitiative forderte Junholds Rauswurf und die Staatsanwaltschaft ermittelte. Doch der Professor (Lieblingstier Elefant) ließ sich nicht beirren. Mit seiner ‚Zoo der Zukunft‘-Strategie … gewann er schnell die Sympathien zurück.“